# Яакко Мянтюярві
Яакко Мянтюярві (фін. Jaakko Mäntyjärvi; нар. 27 травня 1963, Турку, Фінляндія) – фінський композитор класичної музики та професійний перекладач.

## Ранні роки
Мянтюярві народився у місті Турку, Фінляндія. Він вивчав музикознавство, англійську філологію та лінгвістику в Гельсінському університеті, закінчивши у 1991 році навчання на магістратурі. У 1987 році він був акредитований на перекладача з фінської мови на англійську мову та з англійської мови на фінську мову; з того часу працює професійним перекладачем. Крім того, він вивчав теорію музики та хорове диригування в Академії імені Сібеліуса.

## Композиторська діяльність
Яакко Мянтюярві вважає себе еклектичним традиційним композитором: еклектичним, тому що він застосовує впливи з ряду стилів і періодів, зливаючи їх у власну ідіому; традиційним, тому що його музична мова ґрунтується на традиційному підході та лишень зрідка використовує ресурси сучасної музики. Оскільки Мянтюярві сам бере активну участь у створенні музики, його музика є дуже практично орієнтованою; він співає у хорі, тому більшість його творів написані для хору.
До основних творів Мянтюярві належать «Four Shakespeare Songs» (1984), «Dagen svalnar...» (1991/93), «Ave Maria» (1991), «Pseudo-Yoik» (1994), «El Hambo» (1997) та «More Shakespeare Songs» (1997); його твір «Canticum Calamitatis Maritimae» отримав третю премію на європейському конкурсі з композиції для катедральних хорів у 1997 році. З 2000 по 2005 рік Мянтюярві  був композитором-резидентом камерного хору «Тапіола». У 2006 році йому було доручено написати новий твір для хору «Tentatio»  у рамках фестивалю імені Талліса, що проходить в Лондоні. Цей твір складається із сорока частин.
Мянтюярві був активним аматорським та напівпрофесійним музикантом у багатьох фінських хорах, в основному як співак. З 1988 по 1993 рік від диригував студентським хором, а з 1998 по 2004 рік був заступником диригента камерного хору «Тапіола».
У 2011 році Мянтюярві написав хоровий твір «Cornish Lullaby» для Гельсінського академічного чоловічого хору, який виконувався на переможному виступі 5-го міжнародного хорового фестивалю у Корнуоллі. У 2012 році хор «Exultate Singers» із Брістоля, Велика Британія, замовив написання постановки «Iste Mundus», прем’єра якої відбулася у церкві св. Геогія у Брістолі 23 лютого 2013 року.

## Творчість

### Твори для змішаного хору
- Kolme romanttista laulelmaa (1982)
  - 1. Häätanhu; 2. Tikanpolkka; 3. Nocturno
- Four Shakespeare Songs (1984)
  - 1. Come Away, Death; 2. Lullaby; 3. Double, Double Toil and Trouble; 4. Full Fathom Five
- Dagen svalnar... (1991/93)
- Ave Maria (1991)
- Pseudo-Yoik (1994)
- El Hambo (1997)
- Canticum Calamitatis Maritimae (1997)
- More Shakespeare Songs (1997)
  - 1. Fear No More; 2. Over Hill, Over Dale; 3. Time; 4. Who Is Silvia?; 5. A Scurvy Tune
- No more Shakespeare songs? (2000)
- Oi vauva, minulla on ne siniset (O infant, I am in possession of the ultramarines) (2000)
- SALVAT 1701 (2000)
- Deux ballades de François Villon (2001)
- Itkevä merimies (2003)
- Iste Mundus (2013)

### Твори для жіночого хору
- Pseudo-Yoik Lite (1994/97)
- Maan päällä kuljen, etsin (1995)
- Tvenne ballader (1999)
  - 1. Konungen och trollkvinnan; 2. Herr Olof

### Твори для чоловічого хору
- Hodie Christus natus est (1991)
- Pseudo-Yoik NT (1994/97)
- Hiru gaukantu euskaldun eta tabernako abesti bat (1999)
  - 1. Ilargia, iturria; 2. Emakume bat ikusi dut; 3. Zure begiak maite ditut; 4. Ardotxo txuria
- Cornish Lullaby (2011)

### Твори для хору з інструментальним супроводом
- Kouta (1996)
- Stabat Mater (1998)
- Kyrie in memoriam (2001)

### Оркестрові твори
- CCCX/O (2002)
- Ah! mik’ ompi elom’ tääll’ (2002)

### Камерна музика
- Miniatures for Four (1984)
- Fac me vere tecum flere (2000)

## Записи
- Jaakko Mäntyjärvi: Choral works Pseudo-Yoik & El Hambo, Shakespeare Songs ('Come away, death'; 'Lullaby'; 'Double, double, toil and trouble'; 'Full fathom five'; 'Fear no more'; 'Over hill, over dale'; 'Time'; 'Who is Sylvia'; 'A scurvy tune'), Psalm 150", Canticum Calamatatis Maritimae, Kouta, Sibelius Academy Chamber Orchestra, Tapiola Chamber Choir, Emmiliiana Tikkala (piccolo), Hannu Norjanen Finlandia 0927 41563
- All Shall Be Well O Magnum Mysterium Exultate Singers, David Ogden, Naxos 8.572760